# Adrián López Rodríguez
Adrián López Rodríguez (As Pontes de García Rodríguez, 1987. február 25. –) spanyol labdarúgó. Jelenleg Dániában, az Aarhus labdarúgó csapatának középhátvédje.